# مونوگرام IX

مونوگرام IX

مونوگرام IX (به انگلیسی: IX Monogram) یا مونوگرام XI نوعی مونوگرام مسیحی اولیه است که شبیه پره‌های یک چرخ است که گاهی در یک دایره است.
مونوگرام IX از ترکیب حرف «I» یا یوتا (Iota) برای عیسوس (Iesous) (به یونانی: Ιησους، به معنی: عیسی) و ایکس «X» یا خی برای کریستوس (به یونانی: Χριστος، به معنی: مسیح) تشکیل می‌شود. پره‌ها همچنین می‌توانند مستقل و بدون دایره باشند. این تک نگاره‌ها را اغلب می‌توان به عنوان کتیبه‌های تدفین باستانی یافت.

## نگارخانه

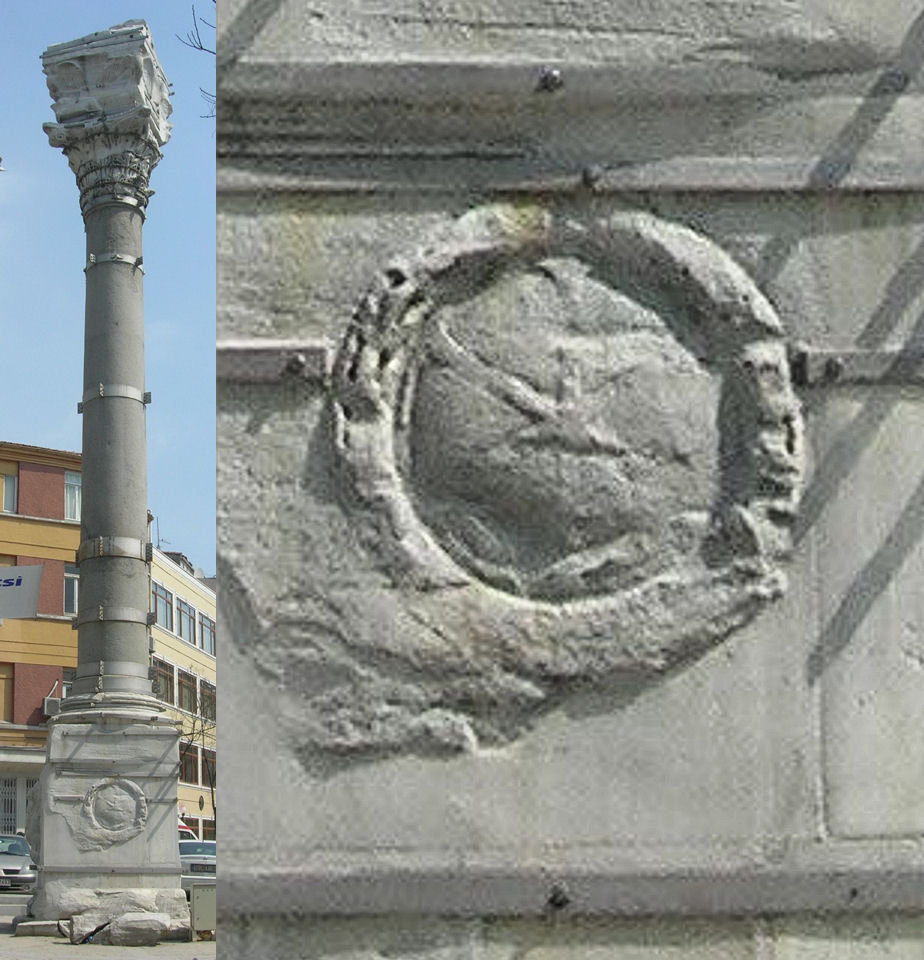
ستون مارسی‌ها بیزانسی قرن پنجم مونوگرام XI را در داخل یک تاج گل نمایش می‌دهد
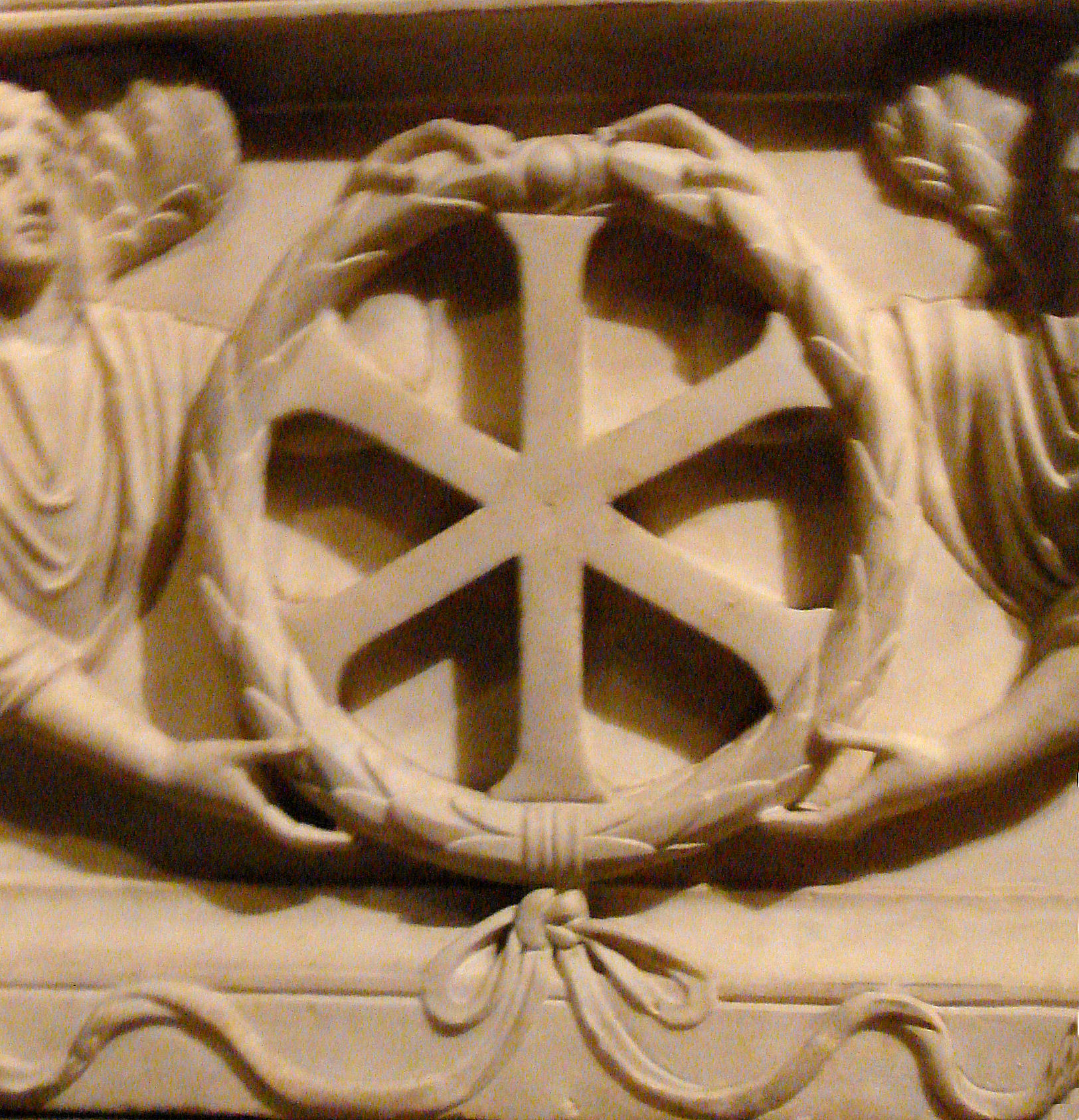
جزئیات مونوگرام IX روی تابوت قسطنطنیه، اواخر قرن سوم، اوایل قرن چهارم میلادی
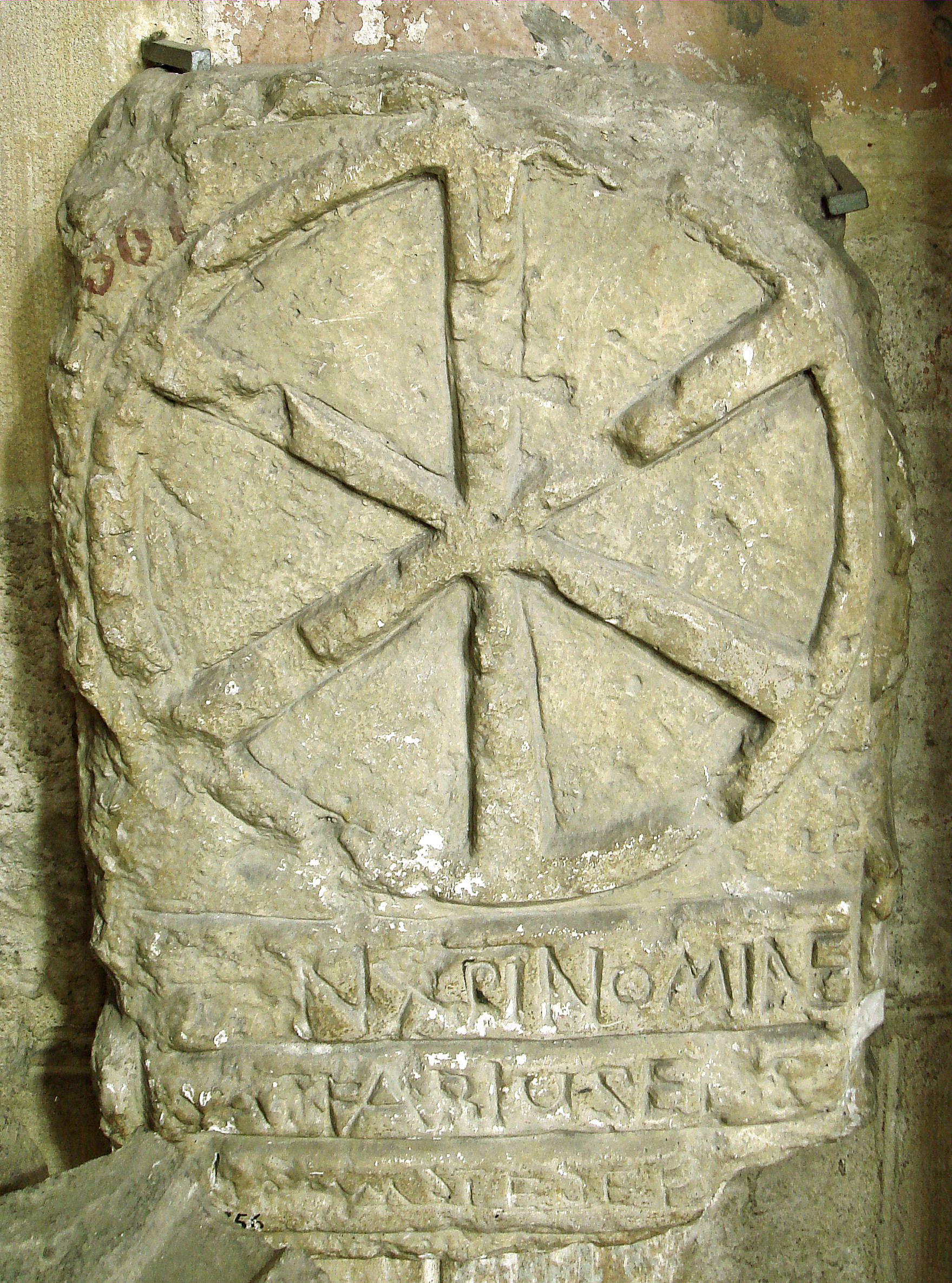
پوشش تابوت مروونژی‌ها، موزه دو سن-ژرمن آن-له
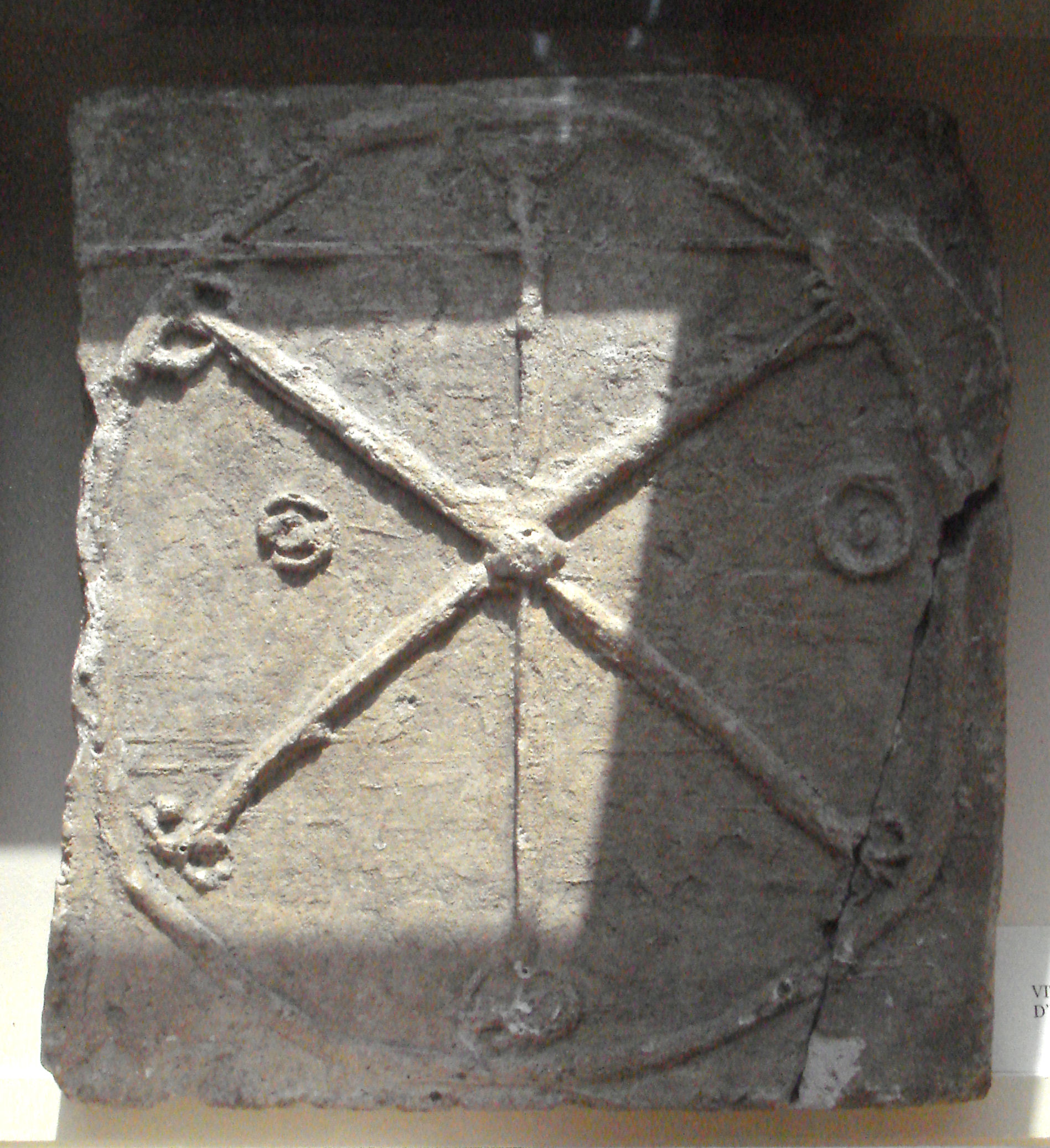
نماد تابوت مروونژی‌ها، قرن ۶–۷ میلادی، موزۀ کارناواله، پاریس
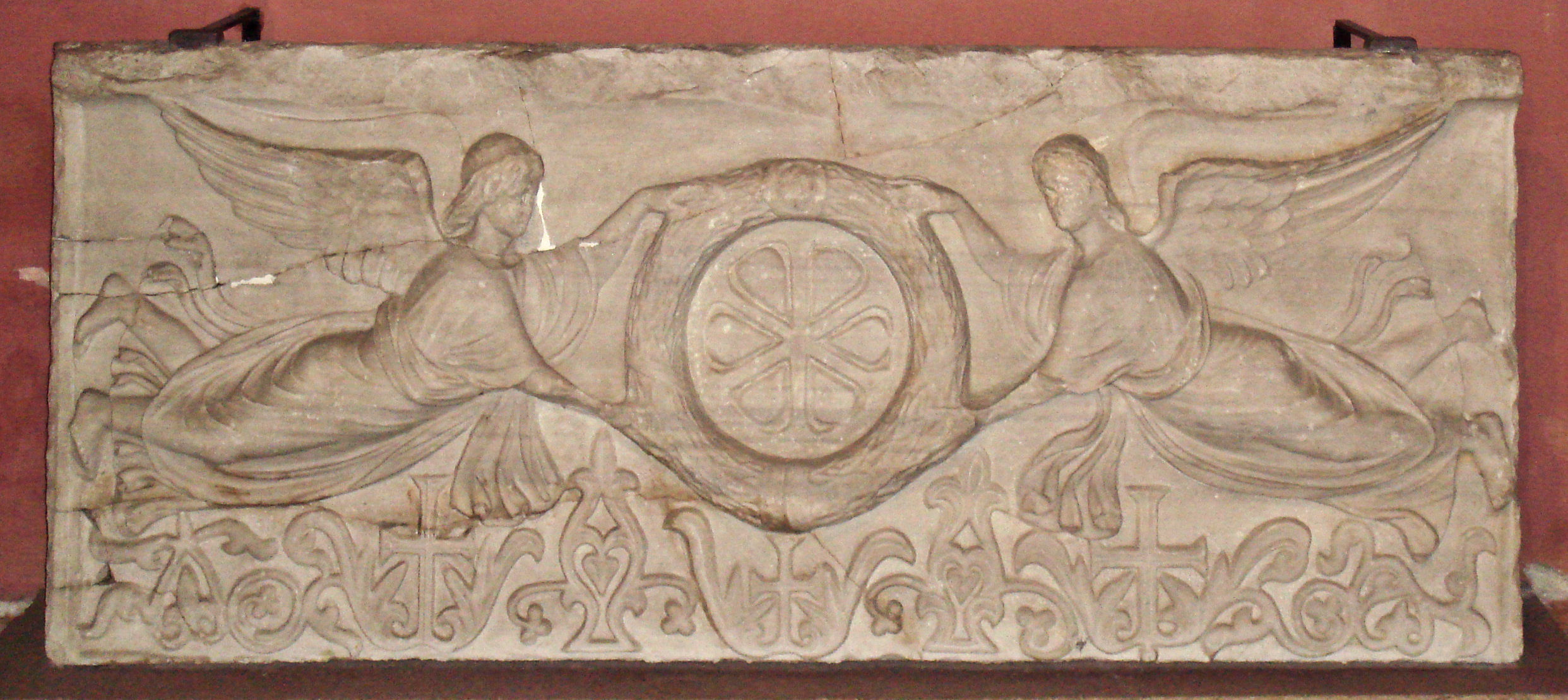
تابوت سنگی، بیازیت، قسطنطنیه، قرن پنجم میلادی
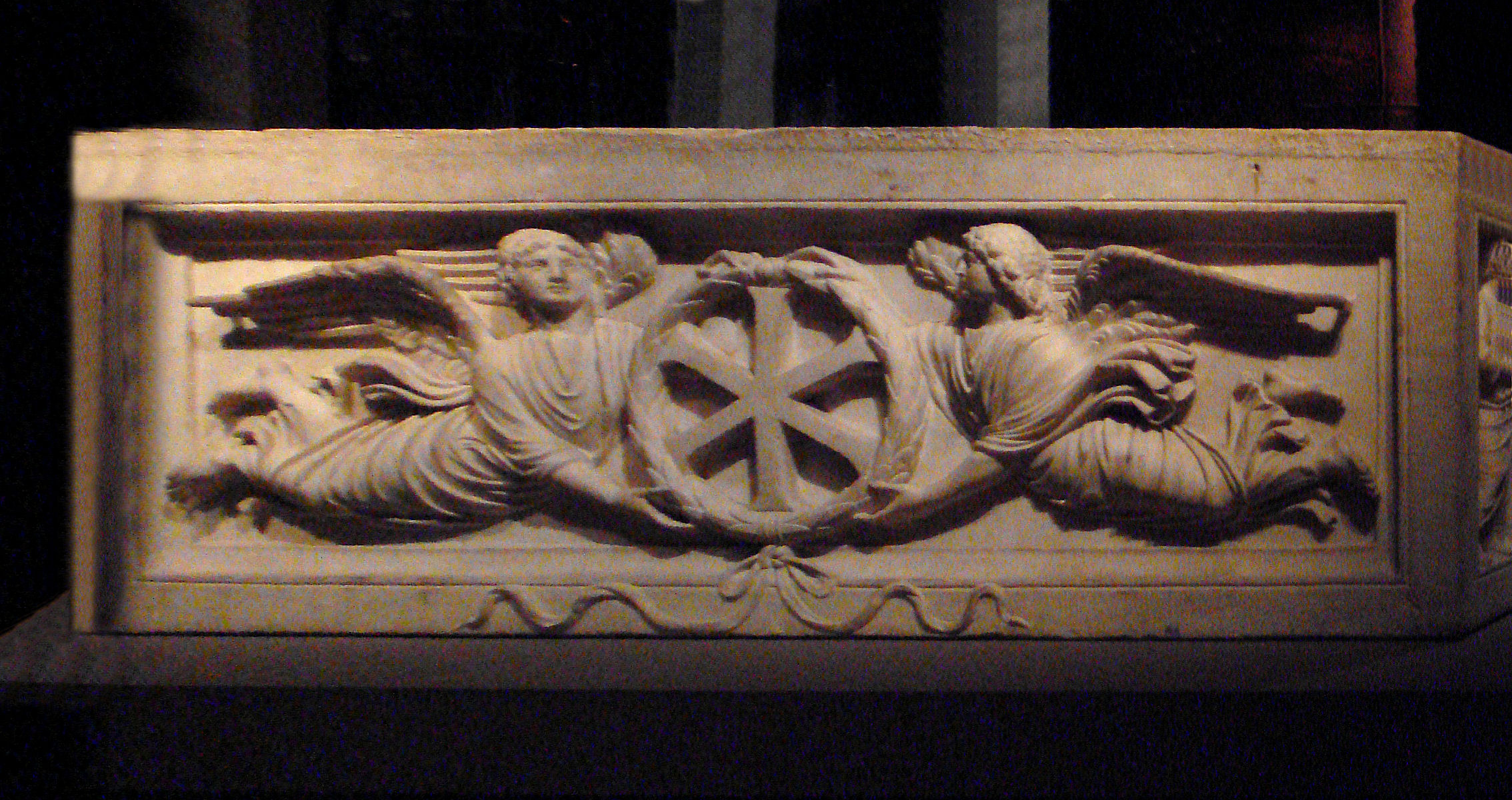
تابوت مسیحی قسطنطنیه با مونوگرام XI، حدود ۴۰۰ میلادی
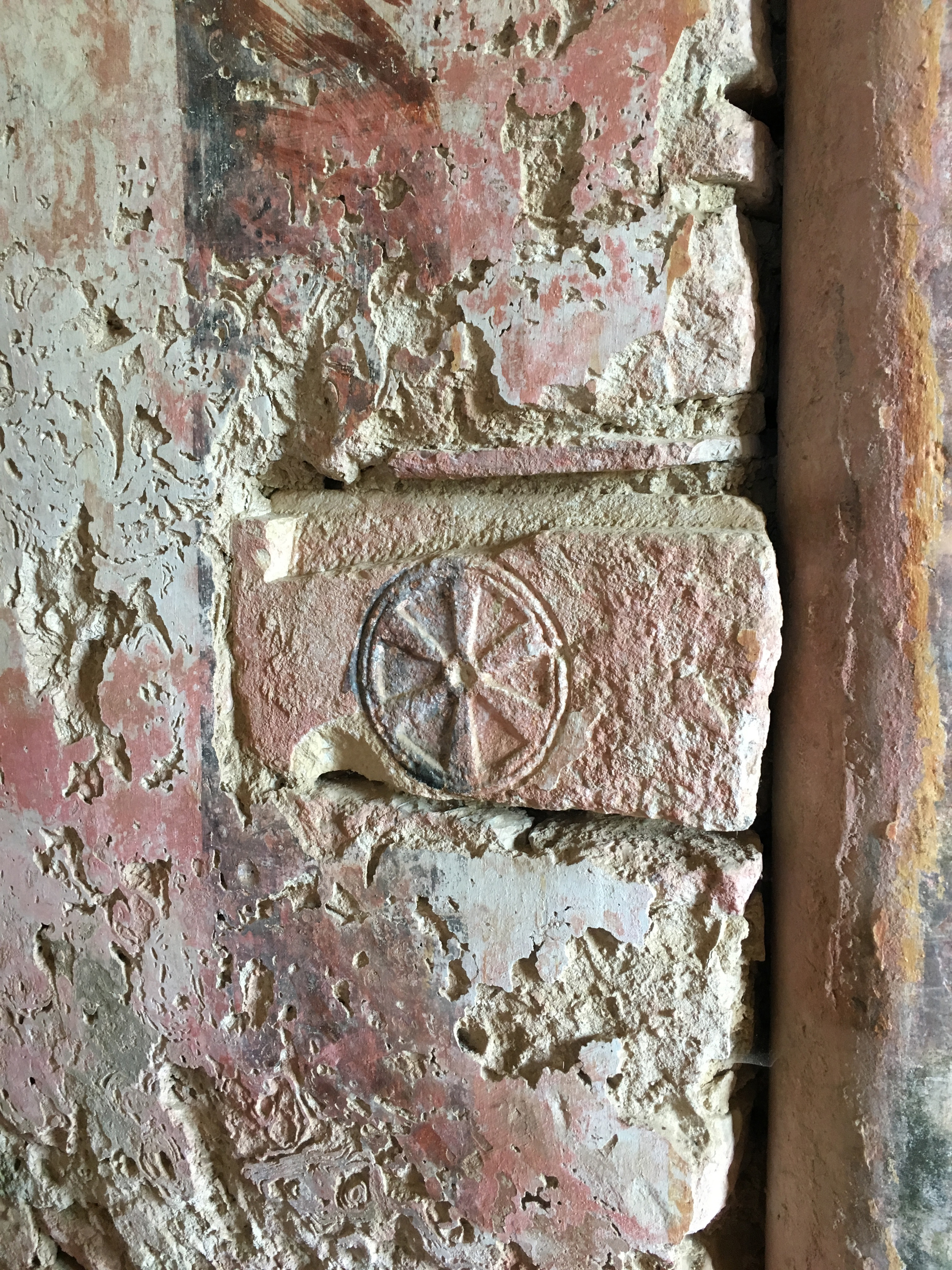
جزئیات مونوگرام IX مسیحی اولیه در کلیسای کوچک لا گایول (لا سل، وار)